# Swinging London
Swinging London è un termine che viene genericamente applicato a un insieme di tendenze che si svilupparono in Gran Bretagna (ed a Londra in particolare) tra la metà e la fine degli anni '60. Esse puntavano nella direzione di un cambiamento all'insegna dell'ottimismo e dell'edonismo, e portarono a nuove creazioni nel campo della musica, della moda, della fotografia, del cinema e dell'arte.
Tra i suoi elementi chiave figuravano i Beatles (artefici principali della British invasion della musica), la minigonna di Mary Quant, modelle come Twiggy e Jean Shrimpton, la subcultura Mod, l'attivismo politico del movimento anti-nucleare e la liberazione sessuale. Alcuni dei suoi luoghi emblematici furono King's Road, Kensington e Carnaby Street.

## Contesto
Negli anni '60 Londra subì una "metamorfosi da una oscura e sudicia capitale postbellica a un lucente epicentro di stile". Le cause del fenomeno erano dovute al boom economico internazionale del secondo dopoguerra e al gran numero di persone in età giovanile che popolavano la capitale, dovuto al baby boom del dopoguerra ed al progressivo disgregarsi dell'Impero britannico, che aveva portato numerosi giovani a riversarsi nella capitale dalle ex-colonie. Ulteriori contributi vennero dall'abolizione del servizio militare nel 1960, in seguito alla quale i giovani godettero di maggior libertà e meno responsabilità della generazione precedente, e la possibilità di accesso all'università anche a ceti non particolarmente facoltosi. La Swinging London fu comunque un fenomeno che influenzò soprattutto la popolazione giovanile della classe media.

### Origini del nome
Il termine swinging deriva da to swing ("oscillare" o "dondolare"). Veniva usato fin dai primi anni '60 per indicare qualcosa che oscilla seguendo le mode del momento. Già nel 1965, in effetti, Diana Vreeland di Vogue aveva affermato che Londra era "the most swinging city in the world at the moment". Fu però probabilmente la copertina della rivista Time del 15 aprile 1966, che definiva Londra "The Swinging City", a consacrare l'espressione. In un articolo di Piri Halasz (Great Britain: You Can Walk Across It on the Grass), la rivista dichiarava Londra il centro globale di creatività, edonismo ed entusiasmo giovanile: "London has burst into bloom. It swings; it is the scene".

## Musica

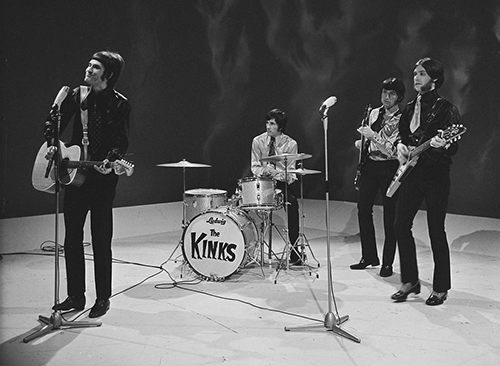
The Kinks nel 1967

La musica della Swinging London includeva artisti quali Beatles, Rolling Stones, Kinks, Who, Small Faces, Animals, Dusty Springfield, Lulu, Cilla Black, Sandie Shaw e altri artisti della cosiddetta British Invasion. Anche il rock psichedelico di gruppi quali Pink Floyd, Cream, Procol Harum, Soft Machine, The Jimi Hendrix Experience e Traffic aumentò significativamente la propria popolarità. Questa musica veniva trasmessa in TV in programmi come Top of the Pops e Ready Steady Go!, oltre che su stazioni radio come Radio Luxembourg, Radio Caroline, Radio Londra e dal 1967 anche BBC Radio One.
Nel 1967 fu pubblicato il documentario di Peter Whitehead Tonite Let's All Make Love in London, considerato l'epitome della cultura swinging.

## Cinema

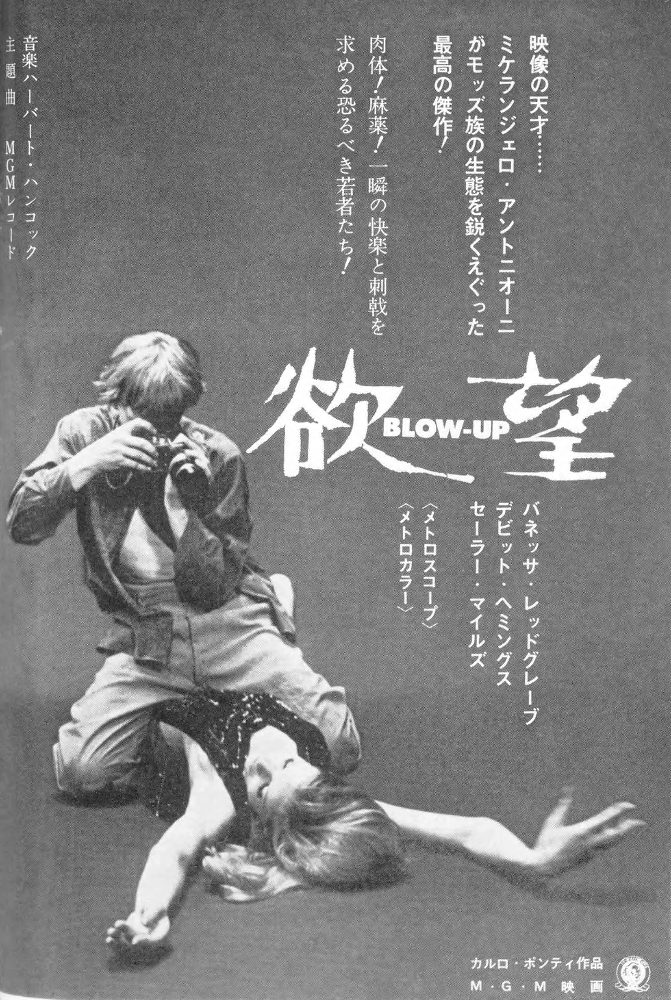
Blow-up (1966) di Michelangelo Antonioni

La Swinging London influenzò anche il cinema britannico che, secondo il British Film Institute, "vide uno sviluppo nella sperimentazione formale, nella libertà di espressione, nel colore e nella comicità". Durante questo periodo, "creativi di ogni genere gravitavano attorno alla capitale, da artisti e scrittori a editori di riviste, fotografi, pubblicitari, imprenditori e produttori".
Il fenomeno fu evidenziato in molte pellicole del tempo, tra cui Darling (1965), Le ragazze del piacere (1965), Non tutti ce l'hanno (1965), Blow-up di Michelangelo Antonioni (1966), Alfie (1966), Morgan matto da legare (1966), Georgy, svegliati (1966), La truffa che piaceva a Scotland Yard (1966), I ribelli di Carnaby Street (1967), James Bond 007 - Casino Royale (1967), Ci divertiamo da matti (1967), La scuola della violenza (1967), Il mio amico il diavolo (1967), Poor Cow (1967), Joanna (1968), L'incredibile affare Kopcenko (1968), Le incredibili avventure del signor Grand col complesso del miliardo e il pallino della truffa (1969), Il cervello (1969), Se è martedì deve essere il Belgio (1969), La ragazza del bagno pubblico (1970) e Sadismo (1970).

## Moda

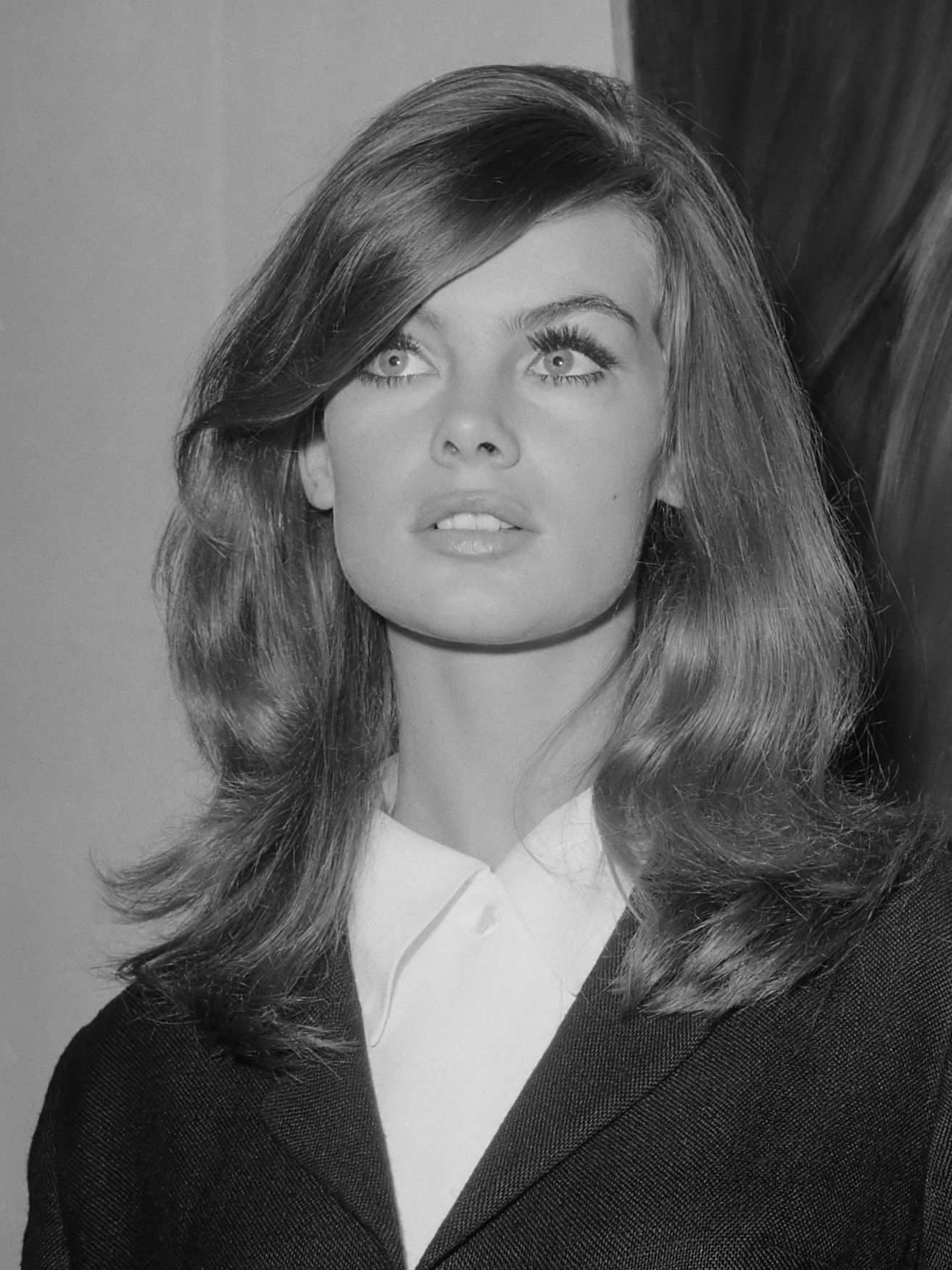
Jean Shrimpton nel 1965

Personaggio chiave del periodo fu la stilista Mary Quant, creatrice della minigonna, che contribuì in modo fondamentale a rinnovare il look femminile britannico. Un'icona di questo periodo fu Jean Shrimpton, ai tempi una delle più fotografate e pagate top model al mondo, che acquisì fama internazionale per la sua capacità di incarnare il nuovo look, con minigonna e lunghi capelli lisci. Tali caratteristiche influenzarono poi la moda statunitense a partire dal 1964, in seguito alla British Invasion musicale negli Stati Uniti, diventando popolari anche oltreoceano. Altre celebri modelle del periodo associate alla Swinging London furono Twiggy, Veruschka, Peggy Moffitt e Penelope Tree.